# Рио-Сан-Хуан (департамент)
Ри́о-Сан-Хуа́н (исп. Río San Juan) — один из департаментов Никарагуа.

## География
Департамент находится на крайнем юге Никарагуа. На востоке его территория омывается водами Карибского моря, на западе от него находится озеро Никарагуа. Площадь департамента составляет 7540,90 км². Численность населения — 122 666 человек (перепись 2012 года). Плотность населения — 16,27 чел./км². Наиболее крупные города департамента — его административный центр Сан-Карлос и Сан-Мигелито.
Департамент Рио-Сан-Хуан назван по имени реки Сан-Хуан, длиной в 200 километров, вытекающей из озера Никарагуа у административного центра департамента — города Сан-Карлос, и впадающей в Карибское море у города Сан-Хуан-дель-Норте. В южной части департамента также проходит государственная граница Никарагуа и Коста-Рики. На северо-западе департамент лежит у озера Никарагуа и в его состав входят находящиеся в озере 36 островов архипелага Солентинаме. В восточной части департамента Сан-Хуан расположен большой природный заповедник Биорезерват Индио-Маиз (Reserva Biológica Indio-Maíz).

## Экономика
70 % от общего числа жителей заняты в сельском хозяйстве; выращиваются преимущественно рис, маис и бобы.

## Административное деление
В административном отношении департамент Рио-Сан-Хуан подразделяется на 6 муниципалитетов:
1. Моррито
2. Сан-Карлос
3. Сан-Мигелито
4. Сан-Хуан-дель-Норте
5. Эль-Алмендро
6. Эль-Кастильо